# Omaloplia
Omaloplia är ett släkte av skalbaggar som beskrevs av Carl Johan Schönherr 1817. Enligt Catalogue of Life ingår Omaloplia i familjen Melolonthidae, men enligt Dyntaxa är tillhörigheten istället familjen bladhorningar.

## Dottertaxa tillOmaloplia, i alfabetisk ordning[1][2]
- Omaloplia analis
- Omaloplia baraudi
- Omaloplia caeca
- Omaloplia cerrutii
- Omaloplia corcyrae
- Omaloplia depilis
- Omaloplia diabolica
- Omaloplia erebea
- Omaloplia erythroptera
- Omaloplia flava
- Omaloplia gibbosa
- Omaloplia gobbii
- Omaloplia graeca
- Omaloplia granulipennis
- Omaloplia hericius
- Omaloplia iberica
- Omaloplia illyrica
- Omaloplia irideomicans
- Omaloplia iris
- Omaloplia kiritshenkoi
- Omaloplia labrata
- Omaloplia lonae
- Omaloplia marginata
- Omaloplia minuta
- Omaloplia moupinensis
- Omaloplia mutilata
- Omaloplia nigromarginata
- Omaloplia ottomana
- Omaloplia pauper
- Omaloplia pernitida
- Omaloplia picticollis
- Omaloplia polita
- Omaloplia pubipennis
- Omaloplia rufodorsata
- Omaloplia ruricola
- Omaloplia spireae
- Omaloplia vittata